# 鵜沼バイパス
鵜沼バイパス（うぬまバイパス）は、岐阜県各務原市鵜沼東町から各務原市鵜沼羽場町までを結ぶ国道21号のバイパスである。

## 概要
路線延長は2.5kmである。全線片側2車線（4車線）で高架区間は無い。

### バイパスデータ
- 起点：岐阜県各務原市鵜沼東町（鵜沼IC）
- 終点：岐阜県各務原市鵜沼羽場町（鵜沼羽場町交差点）

## 歴史
- 1970年（昭和45年）：着手[1]
- 1972年（昭和47年）：鵜沼東町交差点から鵜沼羽場町交差点までの区間が暫定2車線で開通[1]
- 1985年 (昭和60年) ：片側2車線（4車線）化
- 2009年（平成21年）3月20日：国道21号坂祝バイパスが勝山IC（加茂郡坂祝町） - 鵜沼IC（各務原市鵜沼東町）間で暫定2車線開通。鵜沼ICで鵜沼バイパスと接続。なお、坂祝バイパスは2016年（平成28年）3月26日に暫定2車線で全線開通した。
- 2018年（平成30年）4月1日：鵜沼東町交差点から鵜沼ICまでの区間が岐阜県に移管され、新設の岐阜県道207号各務原美濃加茂線の一部となった。

## 交差する道路
- 国道21号坂祝バイパス・岐阜県道207号各務原美濃加茂線（各務原市鵜沼東町・鵜沼IC）